# Într-un loc singuratic

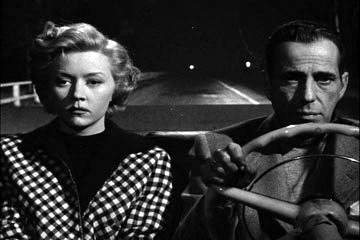

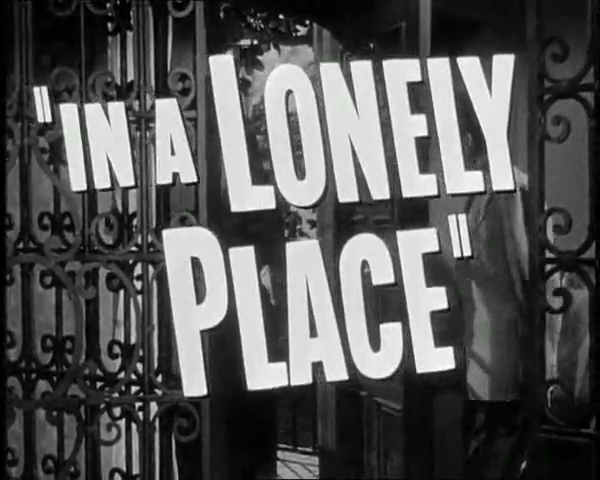

Într-un loc singuratic (engleză: In a Lonely Place) (1950) este un film noir regizat de Nicholas Ray, cu Humphrey Bogart și Gloria Grahame, produs pentru Bogart's Santana Productions. Scenariul a fost adaptat de Edmund North după romanul din 1947 In a Lonely Place de Dorothy B. Hughes.
Humphrey Bogart apare în film ca Dixon Steele, un scenarist cinic suspect de crimă. Gloria Grahame este Laurel Gray, o vecină care cade sub vraja lui. Dincolo de intriga de suprafață privind identitatea confuză și plăcerile chinuite, filmul este un comentariu sarcastic asupra moravurilor de la Hollywood și capcanele în care cad celebritățile și cei care sunt aproape de celebritate, lucru care, în mare, este sugerat și în celelalte două filme americane mult mediatizate lansate în același an, Sunset Boulevard (regizat de Billy Wilder) și Totul despre Eva (de Joseph Mankiewicz).
Deși nu la fel de bine cunoscută ca cele din alte filme, interpretarea actoricească a lui Bogart din acest film este considerată de mulți critici ca fiind printre cele mai bune și reputația în sine a filmului a crescut de-a lungul timpului, împreună cu cea a regizorului.
Filmul este acum considerat un film noir clasic, fiind inclus de revista Time în Lista celor mai bune 100 de filme din toate timpurile (All-Time 100 List) și de Slant Magazine în lista 100 de Filme Esențiale. În 2007, filmul a fost selectat pentru păstrare în Registrul Național de Film al Statelor Unite de către Biblioteca Congresului ca fiind "semnificativ din punct de vedere cultural, istoric sau estetic."

## Prezentare
Scenaristul Dixon Steele, care se confruntă cu sarcina odioasă de a scrie un scenariu după un bestseller prost, o pune pe fata de la garderobă, Mildred Atkinson, să-i facă un rezumat cu propriile ei cuvinte. Mai târziu în acea noapte, Mildred este ucisă iar Steele este suspectat de crimă, recordul său de beligeranță la furie și simțul său macabru al umorului fiind indicii importante împotriva sa. Din fericire, vecina sa, minunata Laurel Gray, îi oferă un alibi. Laurel se dovedește a fi exact ceea ce Steele are nevoie, iar prietenia lor se transformă în dragoste.

## Distribuție
- Humphrey Bogart ca Dixon Steele
- Gloria Grahame ca Laurel Gray
- Frank Lovejoy ca Det. Sgt. Brub Nicolai
- Carl Benton Reid ca Cpt. Lochner
- Art Smith ca Mel Lippman
- Martha Stewart ca Mildred Atkinson
- Jeff Donnell ca Sylvia Nicolai
- Robert Warwick ca Charlie Waterman
- Morris Ankrum ca Lloyd Barnes
- William Ching ca Ted Barton
- Steven Geray ca Paul, șeful de sală
- Hadda Brooks - Cântăreț